# Władysław Jakubowski (żołnierz)
Władysław Jakubowski (ur. 1911 w Płocku, zm. 2 sierpnia 1944 w rejonie wsi Głusiec) – oficer, uczestnik II wojny światowej w szeregach Armii Czerwonej i Wojska Polskiego.

## Życiorys
Urodził się w 1911 roku. Ojciec był szewcem. Edukację zakończył na etapie gimnazjum, z którego został usunięty z powodu prowadzenia działalności lewicowej. Następnie na swoje utrzymanie pracował jako elektromonter. Z powodu prowadzenia działalności politycznej i przynależność do Związku Młodzieży Komunistycznej w 1928 roku został skazany na 6 miesięcy więzienia. Następnie odbywał kolejne wyroki więzienia. W czasie agresji III Rzeszy na Polskę wydostał się z więzienia i uczestniczył w walkach w obronie Warszawy. Po zakończeniu działań wojennych przedostał się do Brześcia, a następnie do Słonimia. 
Po ataku Niemiec na Związek Radziecki wstąpił do Armii Czerwonej w Homlu. W sierpniu 1941 roku został ranny, następnie pracował w fabryce.
We wrześniu 1943 roku został żołnierzem armii polskiej utworzonej w ZSRR. Powierzono mu stanowisko zastępcy dowódcy batalionu w pułku zapasowym 1 DP. W 1944 roku został wykładowcą w 2 pp 1 DP. 
Z pułkiem przeszedł szlak bojowy i dotarł nad Wisłę. Poległ w okolicy wsi Głusiec w walkach z armią niemiecką, w czasie działań bojowych zmierzających do uchwycenia przyczółka w rejonie Dęblina. W chwilę później poległ radiotelegrafista Michał Okurzały, który zdążył jeszcze nadać meldunek w którym informował m.in. o śmierci por. Jakubowskiego: faszyści całkowicie nas okrążyli...zasypują granatami, krzyczą, żeby się poddać...ale nasi się nie poddają. Zginął wykładowca Jakubowski...zostałem sam..

## Awanse
W Armii Czerwonej służył jako podoficer, po przeniesieniu do ludowego Wojska Polskiego pełnił funkcję oficera oświatowego bez stopnia.
- chorąży (1944)
- podporucznik (1944)
- porucznik (1944)[4].